# Weeley Heath
Weeley Heath is een gehucht in het bestuurlijke gebied Tendring, in het Engelse graafschap Essex. Het maakt deel van de civil parish Weeley.